# George Andreani
George Andreani, nacido Joseph Kumok (n. Varsovia, Polonia; 28 de febrero de 1901 - f. Buenos Aires, Argentina; 2 de abril de 1979) fue un director de orquesta, compositor y pianista polaco con una amplia trayectoria en Argentina principalmente como compositor de música para cine.

## Carrera
Andreani estudió piano en Varsovia con su padre y se perfeccionó en el Conservatorio de Berlín, y con el maestro Xaver Sharwenke. Completó estudios en Viena y Praga. Estudió composición con el maestro Trailin, discípulo de Rimski-Kórsakov.
Finalizada la Primera Guerra Mundial se radicó en Praga, Checoslovaquia, como director y compositor de la música de 38 películas, en los Estudios Barrandow en Praga y para el sello UFA, en Berlín. En 1935 compuso la música del filme El Golem, dirigido por Julien Duvivier en Francia, lo que le valió un premio.
Participó como actor en la película Lelíček al Servicio de Sherlock Holmes, cuyo papel era el de un compositor (además de realizar la música para ese film).
Llegó a Buenos Aires en 1937 (donde adoptó el nombre de George Andreani). Colaboró con películas tanto argentinas como del cine chileno. Trabajó con directores como Carlos Hugo Christensen, Arturo García Buhr, Enrique Susini, entre otros. La mayor parte de las películas que musicalizó pertenecieron al sello Lumiton. En Chile fue contratado por Chile Films en 1946 y compuso música para películas de ese estudio como La dama de la muerte y El diamante del Maharaja así como de otros realizadores independientes.
Dirigió la nutrida orquesta sinfónica que dirigió en Radio Splendid y fue el conductor durante 5 años, de la "Fiesta de la Vendimia" en la provincia de Mendoza. También estuvo en la "Fiesta Mobiloil" junto a Nelly de la Vega, Miguel Caló, Pedro Farías, Cayetano La Ferla y Juan Carlos Pini.
En 1943 condujo la Gran Orquesta Sinfónica Schenley junto al cantante del Teatro Colón, Renato Cesari. Compuso también la música de comedias musicales como:
- Adieu Madame
- La femrr sans coeur
- Shalom[7]
- El Cuervo blanco
- Pan criollo
- Madame trece
- Manicomio
- Penélope ya no teje
- Reír que la vida es corta, de Antonio Botta
- La femme sans coeur
- Carnival, junto a Elena Lucena, René Jolivet, Agustín Barrios, Argentinita Vélez, Juan Carlos Mareco, Rosita Quintana y Rafael Carret.[8]
- La verbena de la Paloma[9]
- Una viuda y tres solteros

### Filmografía
Andreani le puso su música a más de 75 películas argentinas:
- 1937: Fuera de la ley
- 1938: La chismosa
- 1940: El inglés de los güesos
- 1941: Águila Blanca
- 1941: Embrujo
- 1942: Noche de bodas
- 1942: El gran secreto
- 1942: En el último piso
- 1942: Locos de verano
- 1942: Una luz en la ventana
- 1942: La novia de primavera
- 1942: Los chicos crecen
- 1943: Safo, historia de una pasión
- 1943: 16 años
- 1944: Se rematan ilusiones
- 1944: La pequeña señora de Pérez
- 1945: Rigoberto
- 1945: La señora de Pérez se divorcia
- 1945: El canto del cisne
- 1945: Las seis suegras de Barba Azul
- 1946: El ángel desnudo
- 1946: Un beso en la nuca
- 1946: No salgas esta noche
- 1946: Adán y la serpiente
- 1946: Deshojando margaritas
- 1947: La dama del collar
- 1947: Treinta segundos de amor
- 1947: Los verdes paraísos
- 1947: Con el diablo en el cuerpo
- 1948: La locura de don Juan
- 1948: Los secretos del buzón
- 1948: La muerte camina en la lluvia
- 1948: Hoy cumple años mamá
- 1948: Una atrevida aventurita
- 1948: Los pulpos
- 1948: Novio, marido y amante
- 1949: ¿Por qué mintió la cigüeña?
- 1949: La otra y yo
- 1949: Yo no elegí mi vida
- 1949: Miguitas en la cama
- 1949: Morir en su ley
- 1949: La trampa
- 1949: El extraño caso de la mujer asesinada
- 1949: Un pecado por mes
- 1949: Un hombre solo no vale nada
- 1950: Juan Mondiola
- 1950: Valentina
- 1950: ¿Vendrás a medianoche?
- 1950: Arroz con leche
- 1950: Filomena Marturano
- 1950: Cinco locos en la pista
- 1950: Cuando besa mi marido
- 1950: No me digas adiós
- 1950: Abuso de confianza
- 1950: Sacachispas
- 1951: El complejo de Felipe
- 1951: La mujer del león
- 1951: Cartas de amor
- 1951: Reportaje en el infierno
- 1951: Volver a la vida
- 1951: Martín Pescador
- 1951: Una noche cualquiera
- 1951: La comedia inmortal
- 1951: De turno con la muerte
- 1952: Mi hermano Esopo (Historia de un Mateo)
- 1953: El muerto es un vivo
- 1954: Río Turbio
- 1954: María Magdalena
- 1955: El festín de Satanás
- 1955: Marianela
- 1955: Canario rojo
- 1955: Concierto para una lágrima
- 1957: La sombra de Safo
- 1958: Hombres salvajes
- 1959: Culpas ajenas[10]

También realizó la música de los films chilenos:
- 1946: El diamante del Maharaja
- 1946: El hombre que se llevaron
- 1946: La dama de la muerte
- 1946: Tormenta en el alma (o El precio de una vida)
- 1947: La dama de las camelias
- 1947: El último guapo
- 1947: Encrucijada

También trabajó como director musical de los films:
- 1942: Locos de verano
- 1947: Con el diablo en el cuerpo
- 1948: La serpiente de cascabel
- 1950: Mundo extraño

## Galardones
Ganó el Gran Premio Sadaic 1972 por su tema musical en una película.
También recibió el Premio Talia por su trayectoria artística, y un galardón otorgado por el Seminario Teatral del Aire a la mejor conducción musical de El violinista en el tejado.